# Velenka
Velenka (německy Welenka) je obec v okrese Nymburk ve Středočeském kraji. Leží asi čtrnáct kilometrů jihozápadně od Nymburku. Žije v ní 378 obyvatel a její katastrální území měří 498 hektarů.
Architektura obce je ovlivněna činností v zemědělství (dlouhé chalupy, půdy pro uskladnění sena, stodoly, chlévy). Většina domů je dnes využívána k rekreačním účelům. Na obec při jejím východním okraji navazuje rozlehlý Kerský les (900 ha), součást přírodního parku Kersko-Bory. Řeka Labe je od Velenky vzdálena tři kilometry na sever.

## Historie

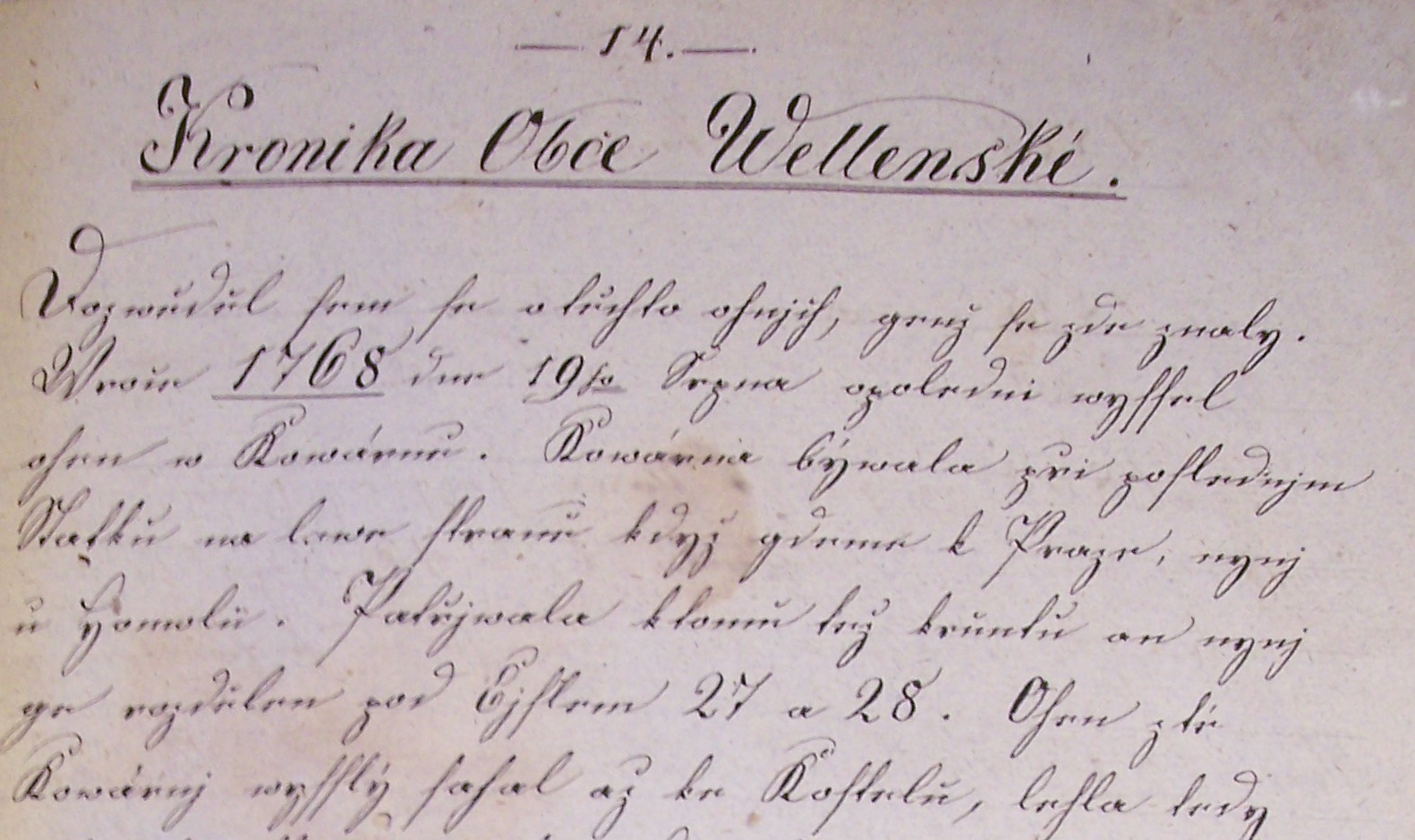
Kronika obce

První písemná zmínka o vesnici (Welenka) pochází z roku 1352. Původní podoba názvu, odvozeného od osobního jména Velen, zněla Veleň; časem však došlo ke zdrobnění na Veleňka a do dnešní podoby, snad i kvůli odlišení od jiné vsi Veleň, vzdálené necelých 25 km. Stejného původu je např. název slovinského města Velenje.
Obec měla vždy zemědělský charakter. Základ vsi tvořily čtyři salaše, které se nacházely v jejím dnešním středu. Od roku 1437 patřila vesnička k Poděbradům, v 16. století náležela Přerovu nad Labem a později panství brandýskému. Roku 1906 byl ustanoven sbor dobrovolných hasičů, roku 1925 byla provedena elektrifikace obce a v roce 1928 zde byla založena obecní knihovna. Obecní dům byl postaven tři roky nato.

### Rozvoj zemědělství
Obec je od svého počátku zaměřena na zemědělství. Roku 1898 bylo založeno vodní družstvo (skládalo se z katastrálních obcí Velenka, Starý Vestec, Sedlčánky, Semice, Přerov nad Labem). Účelem bylo odvodňování a zavodňování, které mělo směřovat ke zlepšení zemědělských pozemků. Výstavba probíhala v letech 1904–1911. Průměrně na stavbě pracovalo 200 dělníků. Celková suma na stavbu činila 744 174,64 Kč. Celková výměra drenovaných pozemků ve všech pěti obcích činila 783,96 ha. Délka odpadů měřila přes 30 km. Roku 1903 byl založen Spořitelní a záložní spolek Velenka a roku 1906 Dobročinná obec baráčníků ve Velence. V roce 1910 obec vystavěla silnici k obci Manderscheidu – Chrástu. V roce 1916 se projevil velký nedostatek potravin díky první světové válce (mnoho mužů odešlo bojovat). Roku 1929 bylo založeno Strojní družstvo (zakoupena mlátička a lis na slámu). Roku 1938 se v obci vyskytla nákaza slintavky a kulhavky dobytka (úhyn velkého počtu kusů – znamenalo to krizi). Během druhé světové války probíhaly kontroly ze stran Němců a nařízeny dodávky potravin.
V roce 1946 byl vyhlášen dvouletý hospodářský plán ve snaze zvýšení veškerých výnosů. Roku 1951 bylo založeno Jednotné zemědělské družstvo ve Velence. JZD dobře prospívalo, v roce 1960 se uskutečnila návštěva 6 zahraničních výprav. Roku 1961 vzniklo JZD Dukla Starý Vestec (Starý Vestec, Velenka, Bříství). Toto družstvo dosahovalo velmi dobrých výsledků, patřilo mezi tři nejlepší družstva ve Středočeském kraji (nástup nových technologií, teoretických poznatků, výstavba velmi moderních objektů na chov skotu). Roku 1976 se sloučila družstva: Přerov nad Labem, Semice, Starý Vestec, Bříství, Velenka, Hradištko). Roku 1988 došlo ke zrušení okresních a krajských zemědělských správ. Roku 1989 znamenala sametová revoluce navrácení majetku do rukou původních majitelů, restituce, zánik družstva a vznik nových subjektů.
Ve vsi Velenka (463 obyvatel) byly v roce 1932 evidovány tyto živnosti a obchody: obchod s dobytkem, hospodářské strojní družstvo, 2 hostince, 2 koláři, kovář, krejčí, 3 obchody s mlékem, 5 rolníků, 3 řezníci, 3 obchody se smíšeným zbožím, spořitelní a záložní spolek Vzájemnost pro Velenku, spořitelní a záložní spolek ve Velence, trafika, truhlář.

## Obyvatelstvo
| Rok            | 1869 | 1880 | 1890 | 1900 | 1910 | 1921 | 1930 | 1950 | 1961 | 1970 | 1980 | 1991 | 2001 | 2011 | 2021 |
| -------------- | ---- | ---- | ---- | ---- | ---- | ---- | ---- | ---- | ---- | ---- | ---- | ---- | ---- | ---- | ---- |
| Počet obyvatel | 471  | 482  | 462  | 467  | 485  | 463  | 414  | 315  | 303  | 265  | 227  | 200  | 233  | 280  | 336  |
| Počet domů     | 63   | 74   | 77   | 77   | 83   | 86   | 98   | 101  | 88   | 85   | 75   | 109  | 114  | 128  | 139  |

## Obecní správa

### Územněsprávní začlenění
Dějiny územněsprávního začleňování zahrnují období od roku 1850 do současnosti. V chronologickém přehledu je uvedena územně administrativní příslušnost obce v roce, kdy ke změně došlo:
- 1850 země česká, kraj Pardubice, politický okres Černý Kostelec, soudní okres Český Brod[8]
- 1855 země česká, kraj Praha, soudní okres Český Brod
- 1868 země česká, politický i soudní okres Český Brod
- 1939 země česká, Oberlandrat Kolín, politický i soudní okres Český Brod[9]
- 1942 země česká, Oberlandrat Praha, politický i soudní okres Český Brod[10]
- 1945 země česká, správní i soudní okres Český Brod[11]
- 1949 Pražský kraj, okres Český Brod[12]
- 1960 Středočeský kraj, okres Nymburk
- k 1. lednu 1980 Středočeský kraj, okres Nymburk, obec Semice[13]
- k 24. listopadu 1990 Středočeský kraj, okres Nymburk[13]
- 2003 Středočeský kraj, okres Nymburk, obec s rozšířenou působností Nymburk

### Obecní symboly
Znak a vlajka byly obci uděleny rozhodnutím předsedy Poslanecké sněmovny Parlamentu České republiky dne 9. dubna 2002.

## Doprava
Silniční a železniční doprava
- Obcí prochází silnice II/611 Praha – Sadská – Poděbrady – Hradec Králové, okrajem území obce vede dálnice D11, exit 18 (Bříství) je ve vzdálenosti čtyři kilometry od obce. Železniční trať ani stanice na území obce nejsou.

Autobusová doprava
- V roce 2025 v obci stavěly autobusové linky 398 Praha,Černý Most - Nádraží Horní Počernice - Nehvizdy - Mochov - Starý Vestec - Velenka - Sadská - Kostelní Lhota - Poděbrady, žel. st. a 698 Semice, střed - Hradištko, Kersko, U Pramene - Velenka - Chrást - Poříčany, žel. st.

## Spolky v obci
- Sbor dobrovolných hasičů – toto sdružení má dnes 45 stálých členů (družstvo dospělých a dětské družstvo), kteří se každoročně účastní hasičských soutěží. Sbor má jednotku JPO 5 jako součást integrovaného záchranného systému. Historie sboru sahá až do roku 1906. Přesné datum uvádí kronika obce na 9. prosince. V roce 2006 se konala oslava na počest SDH Velenka, při které byl vysvěcen prapor v místním kostele.
- Myslivecký sbor – každoročně se v prostorách obecního úřadu koná výstava trofejí. Významný je zde chov mufloní zvěře ve volnosti. Trofeje této zvěře dosahují světové úrovně v hodnotě bodů.
- Sdružení občanů a přátel obce Velenky – spolek, který se snaží o ochranu a údržbu kulturních a přírodních památek, ochranu životního prostředí v obci a organizaci kulturních a společenských akcí. Byl založen v roce 2007.

## Tradiční obecní akce
- Plesy – hasičské a myslivecké
- Pálení čarodějnic – vždy 30. dubna
- Pouť – první srpnová neděle
- Dětský den – koncem každého léta
- Posvícení – první neděle po „Václavu“
- Masopustní průvod – každý druhý rok

## Pamětihodnosti
- Kostel svatého Petra v okovech je barokní architektonická památka projektovaná stavitelem Kiliánem Ignácem Deinzenhoferem, vystavěná v letech 1733–1734 dvorským stavebním úřadem. Na kostel navazuje místní hřbitov.
- Přírodní památka Slatinná louka u Velenky – jediná evropská lokalita lněnky bezlistenné
- Památník ke zrušení nevolnictví
- Památník věnovaný padlým spoluobčanům v první a druhé světové válce

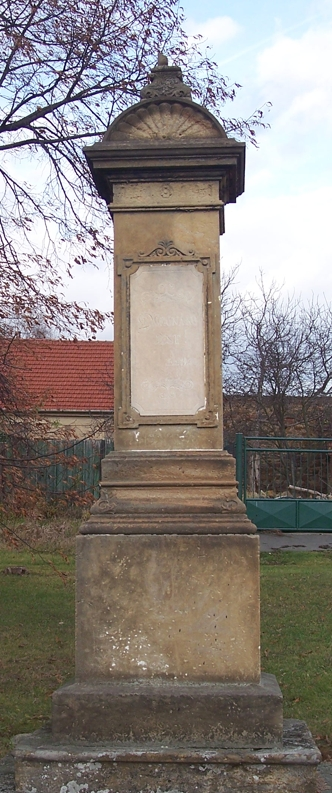
Památník ke zrušení nevolnictví
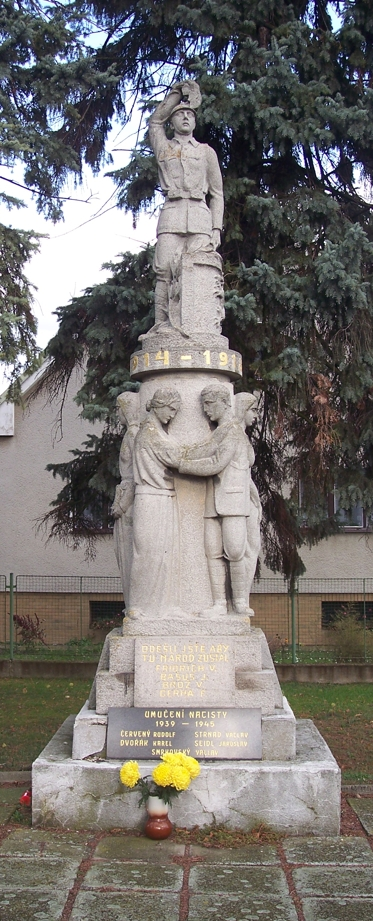
Památník obětem první a druhé světové války

## Rodáci
- Josef Smrkovský (1911–1974), československý politik a funkcionář KSČ během Pražského jara 1968, kdy zastával funkci předsedy Federálního shromáždění ČSSR.